# Bret Harrison
Bret Michael Harrison (Portland, 6 aprile 1982) è un attore statunitense.

## Biografia
Bret Harrison è nato a Portland, in Oregon. Ha interpretato Brad O'Keefe in Grounded For Life e ha fatto parte del cast della serie televisiva Reaper, prodotta dalla CW.
Ha preso anche parte ad una sit-com, intitolata The Loop, nella quale ricopriva il ruolo di un giovane professionista che cercava di trovare un po' di tempo, fra i mille impegni lavorativi (faceva parte, infatti, del quartier generale di una delle più importanti compagnie aeree statunitensi), da dedicare alla sua vita sociale. Il programma è stato interrotto, una volta raggiunta la seconda stagione, nel 2007, anno in cui, comunque, Bret ha iniziato ad interpretare il ruolo di Sam Oliver in Reaper.
Bret ha fatto anche alcune apparizioni nella sit-com That '70s Show, in cui interpretava il ruolo di Charlie, e in The O.C., serie in cui era Danny, il rivale di Seth.
Inoltre, ha recitato la parte di Sam Cavanaugh, un ragazzo vittima di abusi sessuali, in Law & Order: Special Victims Unit, oltre che nella prima stagione delle serie MTV's Undressed e MTV film Everybody's Doing It.
Per il 26 aprile 2008 è prevista l'uscita di un film, Deal, a cui ha preso parte anche il giovane attore statunitense.
Ha recitato la parte da protagonista nel film Deal - Il Re del Poker, film del 2008 al fianco di Burt Reynolds.

## Filmografia parziale

### Cinema
- Orange County, regia di Jake Kasdan (2002)
- Home Security - cortometraggio (2003)
- Lightning Bug, regia di Robert Green Hall (2004)
- Deal - Il Re del Poker (Deal), regia di Gil Cates Jr. (2008)
- Mardi Gras - Fuga dal college (Mardi Gras: Spring Break), regia di Phil Dornfeld (2011)
- See You in Valhalla (2015)

### Televisione
- A Place Apart (1999) - film TV
- Undressed - serie TV, 7 episodi (2000)
- I Finnerty (Grounded for Life) - serie TV, 63 episodi (2001-2005)
- Law & Order - Unità vittime speciali (Law & Order: Special Victims Unit) - serie TV, episodio 3x18 (2002)
- Everybody's Doing It (2002) - film TV
- Boston Public - serie TV, episodio 3x12 (2003)
- The O.C. - serie TV, episodi 1x17 - 2x21 (non accreditato) (2004-2005)
- That '70s Show - serie TV, 4 episodi (2005)
- The Loop - serie TV, 17 episodi (2006-2007)
- Reaper - In missione per il Diavolo (Reaper) - serie TV, 31 episodi (2007-2009)
- V - serie TV, 6 episodi (2011)
- Breaking In - serie TV, 20 episodi (2011-2012)
- Love Bites - serie TV, 2 episodi (2011)
- The Astronaut Wives Club - serie TV, 10 episodi (2015)
- The Ranch - serie TV, 11 episodi (2016-2020)
- Mom - serie TV, episodio 4x19 (2017)
- Kevin (Probably) Saves the World - serie TV, 1 episodio (2018)
- All Rise - serie TV, 1 episodio (2020)
- El Candidato - serie TV, (2020)

## Doppiatori italiani
Nelle versioni in italiano delle opere in cui ha recitato, Bret Harrison è stato doppiato da:
- Nanni Baldini in The O.C., Reaper - In missione per il Diavolo, Breaking In, The Astronaut Wives Club
- Alessandro Vanni ne I Finnerty
- Massimo Triggiani in The Ranch
- Edoardo Stoppacciaro in All Rise

## Curiosità
- Bret suona la chitarra nella band Indie rock Big Japan, della quale fa parte anche l'attore Adam Brody.